# Eleições no Território Federal de Roraima em 1970
As eleições no território federal de Roraima em 1970 ocorreram em 15 de novembro como parte das eleições gerais em 22 estados e nos territórios federais do Amapá e Rondônia. No presente caso, a Constituição de 1967 fixou, e a Emenda Constitucional Número Um de 1969 ratificou, a eleição de um deputado federal para representar cada um dos territórios federais então existentes.

## Resultado da eleição para deputado federal
Conforme o Tribunal Superior Eleitoral, foram apurados 1.890 votos nominais (38,52%), 1.371 votos em branco (27,94%) e 1.646 votos nulos (33,54%), resultando no comparecimento de 4.907 eleitores. Somando este número (63,01%) às 2.881 abstenções (36,99%), Roraima chegou a 7.788 eleitores inscritos. Nos territórios federais representados por um deputado federal, será observado o princípio do voto majoritário.

### Chapa da ARENA
| Candidatos a deputado federal em 1970 | Partido | Votação | Percentual | Cidade onde nasceu | Unidade federativa | Observações |
| Sílvio Botelho                        | ARENA   | 1.890   | 100%       | Iúna               | Espírito Santo     | [ 7 ]       |
| Newton Tavares                        | ARENA   |         |            |                    |                    |             |
| Fontes:                               |         |         |            |                    |                    |             |